# ハンズ・オール・オーヴァー
『ハンズ・オール・オーヴァー』（Hands All Over）はアメリカのバンド、マルーン5の3rdアルバム。日本ではユニバーサルミュージックから発売された。

## 解説
前作『イット・ウォント・ビー・スーン・ビフォー・ロング』からおよそ3年ぶりとなるオリジナル・アルバム。1st・2ndアルバムから選曲された日本独自企画のCDシングル「コンパクト・ベスト マルーン5」も同時発売され、収録曲の「ウォント・ゴー・ホーム・ウィズアウト・ユー」はアサヒビール「アサヒスタイルフリー」CMソングに起用された。
プロデューサーにはアダム・レヴィーンが長年一緒に制作したいと願っていた、AC/DCやデフ・レパードなどを手掛けたロバート・ジョン“マット”ラング（Robert John "Mutt" Lange）を迎えて行われた。
収録曲「アウト・オブ・グッバイズ」にはレディ・アンテベラムが参加している。
アルバム発売に先駆けてメンバーはプロモーション活動のために来日した。
2011年には全国のCDショップ店員の投票で選ばれる「第3回CDショップ大賞」洋楽賞を受賞した。
2011年10月5日には、世界的ヒットとなった「ムーブス・ライク・ジャガー」を追加収録した『ハンズ・オール・オーヴァー +2』が発売された。

### チャート
全米ではBillboard 200最高位2位となり、デジタル・アルバムチャートでは1位を獲得した。
日本では、オリコンチャート初登場3位を記録した。また、アルバムから先行配信された「ミザリー」はビルボード・ジャパン「アダルトコンテンポラリー・チャート」年間1位を獲得した。

## 収録曲
| #   | タイトル                                                                                       | 作詞・作曲                                                                   | 時間 |
| --- | ---------------------------------------------------------------------------------------------- | ---------------------------------------------------------------------------- | ---- |
| 1.  | 「ミザリー」(Misery)                                                                           | アダム・レヴィーン／ジェシー・カーマイケル／サム・ファラー                   | 3:36 |
| 2.  | 「ギヴ・ア・リトル・モア」(Give A Little More)                                                 | アダム・レヴィーン／ジェシー・カーマイケル／ジェイムス・ヴァレンタイン       | 3:00 |
| 3.  | 「スタッター」(Stutter)                                                                        | アダム・レヴィーン／サム・ファラー／マット・フリン                           | 3:16 |
| 4.  | 「ドント・ノウ・ナッシング」(Don't Know Nothing)                                               | アダム・レヴィーン／サム・ファラー                                           | 3:19 |
| 5.  | 「ネヴァー・ゴナ・リーヴ・ディス・ベッド」(Never Gonna Leave This Bed)                         | アダム・レヴィーン                                                           | 3:16 |
| 6.  | 「アイ・キャント・ライ」(I Can't Lie)                                                          | アダム・レヴィーン／サム・ファラー                                           | 3:31 |
| 7.  | 「ハンズ・オール・オーヴァー」(Hands All Over)                                                 | アダム・レヴィーン／サム・ファラー／ジェシー・カーマイケル                   | 3:12 |
| 8.  | 「ハウ」(How)                                                                                  | アダム・レヴィーン／ジェシー・カーマイケル／サム・ファラー／ショーン・テレズ | 3:36 |
| 9.  | 「ゲット・バック・イン・マイ・ライフ」(Get Back In My Life)                                    | アダム・レヴィーン／ジェシー・カーマイケル／ジェイムス・ヴァレンタイン       | 3:37 |
| 10. | 「ジャスト・ア・フィーリング」(Just A Feeling)                                                 | アダム・レヴィーン／ジェシー・カーマイケル                                   | 3:46 |
| 11. | 「ランナウェイ」(Runaway)                                                                      | アダム・レヴィーン／Noah Passovoy／サム・ファラー                            | 3:01 |
| 12. | 「アウト・オブ・グッバイズ with レディ・アンテベラム」(Out of Goodbyes (with Lady Antebellum)) | アダム・レヴィーン／ジェシー・カーマイケル／ジェイムス・ヴァレンタイン       | 3:16 |

| #   | タイトル | 作詞・作曲                                                           | 備考                                         | 時間 |
| --- | --- | -------------------------------------------------------------------- | -------------------------------------------- | ---- |
| 13. | 「ラスト・チャンス」(Last Chance)                                                                                   | アダム・レヴィーン／サム・ファラー                                   |                                              | 3:09 |
| 14. | 「ノー・カーテン・コール」(No Curtain Call)                                                                         | アダム・レヴィーン／ハーモニー・サミュエルズ／ジェシー・カーマイケル |                                              | 3:45 |
| 15. | 「ネヴァー・ゴナ・リーヴ・ディス・ベッド（アコースティック・ヴァージョン）」(Never Gonna Leave This Bed (Acoustic)) |                                                                      |                                              | 3:22 |
| 16. | 「ミザリー（アコースティック・ヴァージョン）」(Misery (Acoustic))                                                   |                                                                      |                                              | 3:46 |
| 17. | 「イフ・アイ・エイント・ガット・ユー（ライヴ・ヴァージョン）」(If I Ain't Got You (Live))                           | アリシア・キーズ                                                     | アリシア・キーズのカバー。                   | 4:01 |
| 18. | 「愛という名の欲望（アコースティック・ヴァージョン）」(Crazy Little Thing Called Love (Acoustic))                   | フレディ・マーキュリー                                               | 日本盤ボーナス・トラック。クイーンのカバー。 | 3:13 |
| 19. | 「ウェイク・アップ・コール（ライヴ・ヴァージョン）」(Wake Up Call (Live))                                           | アダム・レヴィーン／ジェイムス・ヴァレンタイン                       | 日本盤ボーナス・トラック。                   | 4:03 |

### 『ハンズ・オール・オーヴァー +2』
| #   | タイトル | 作詞・作曲                                                                 | 時間 |
| --- | --- | -------------------------------------------------------------------------- | ---- |
| 20. | 「ムーブス・ライク・ジャガー feat. クリスティーナ・アギレラ」(Moves Like Jagger feat. Christina Aguilera)                                                | アダム・レヴィーン／ベンジャミン・レヴィン／アマー・マリック／シェルバック | 3:21 |
| 21. | 「ムーブス・ライク・ジャガー（カットモア・ラジオ・エディット） feat. クリスティーナ・アギレラ」(Moves Like Jagger (Radio Edit) feat. Christina Aguilera) |                                                                            |      |

## クレジット
- アダム・レヴィーン：ボーカル、 ギター、キーボード
- ジェシー・カーマイケル：キーボード、ギター
- ミッキー・マデン：ベース
- ジェイムス・ヴァレンタイン：ギター
- マット・フリン：ドラム、パーカッション

0
| - プロデュース：ロバート・ジョン“マット”ラング - ミキシング：マイク・シプリー - レコーディング・エンジニア、Pro Tools：Olle Romo - パーカッション編集：Scott Cooke - アシスタント、Pro Tools編集：Brian Wohlgemuth - 追加レコーディング：マイク・シプリー（「スタッター」、「ドント・ノウ・ナッシング」、「ネヴァー・ゴナ・リーヴ・ディス・ベッド」、「ハンズ・オール・オーヴァー」、「ハウ」） - プロダクション、エンジニア、プログラミング：サム・ファラー& Noah "Mailbox" Passovoy - エンジニア：Isha Erskine - プログラミング：Eric Rosse & Chad Hugo - パーカッション：Lenny Castro - ギター：Bruce Bouton（「アウト・オブ・グッバイズ」） - マスタリング：Brad Blackwood | - フォトグラフィー（表裏）：Rosie Hardy - フォトグラフィー（3ページ）：Autumn DeWilde - フォトグラフィー（インナー・ブックレット）：Travis Schneider - フォトグラフィー（バックカバー）：Lauren Dukoff and Davis Factor - 日本盤ライナーノーツ：新谷洋子 - 日本盤対訳：田村亜紀 |